# Densité du réseau routier par pays
On désigne par densité du réseau routier un indicateur défini par le rapport de la longueur du réseau routier à un autre indicateur : la population ou la superficie du pays. Cet indicateur permet de caractériser le niveau de développement du pays mais traduit surtout le poids que représente la gestion des routes pour le pays, particulièrement en ce qui concerne son entretien.

## Indicateurs routiers par pays
|                       | Population             | Superficie | Routes (km) | Routes (km) | Routes (km)       | Trafic             | Densité  | Densité             |
|                       | (Millions d’habitants) | (km2)      | Total       | Autoroutes  | Routes régionales | (Milliards véh.km) | (km/km2) | (km/1000 habitants) |
| --------------------- | ---------------------- | ---------- | ----------- | ----------- | ----------------- | ------------------ | -------- | ------------------- |
| Amérique du Nord      |                        |            |             |             |                   |                    |          |                     |
| Canada (incl. Québec) | 35,3                   | 9 984 670  | 1 408 800   | 217 300     | 217 300           | 311,9              | 0,14     | 43,6                |
| Québec                | 7,6                    | 1 667 929  | 228 300     | 5 500       | 24 500            | 48                 | 0,14     | 30                  |
| États-Unis            | 294                    | 9 161 979  | 6 401 399   | 1 542 322   | 4 859 077         | 2088,5             | 0,69     | 21,4                |
| Europe                |                        |            |             |             |                   |                    |          |                     |
| Allemagne             | 82,5                   | 356 700    | 626 981     | 12 037      | 128 114           | 620                | 1,76     | 7,6                 |
| Autriche              | 8,1                    | 83 858     | 106 461     | 2 029       | 9 960             | -                  | 1,27     | 13,1                |
| Belgique              | 10,3                   | 30 500     | 149 018     | 1 729       | 12 610            | 93,1               | 4,89     | 14,5                |
| Danemark              | 5,4                    | 43 098     | 72 256      | 978         | 641               | 42,5               | 1,68     | 13,4                |
| Espagne               | 44                     | 505 954    | 163 273     | 12 777      | 15 649            | 236,3              | 0,32     | 3,7                 |
| Finlande              | 5,2                    | 338 145    | 104 000     | 650         | 78 168            | 50,9               | 0,31     | 20                  |
| France                | 67                     | 551 000    | 1 073 500   | 11 882      | 28 000            | 557                | 1,77     | 16,3                |
| Islande               | 0,3                    | 103 000    | 10 447      |             |                   | 2,5                | 0,10     | 34,8                |
| Italie                | 57                     | 301 302    | 452 541     | 26 990      | 26 990            |                    | 1,50     | 7,9                 |
| Lituanie              | 3,5                    | 65 303     | 80 400      | 554         | 6 068             | -                  | 1,23     | 23                  |
| Norvège               | 4,6                    | 385 155    | 92 513      | 213         | 27 039            | 31,7               | 0,24     | 20,1                |
| Pays-Bas              | 17,4                   | 41 500     | 131 140     | 2 400       | 7 440             | 92                 | 3,16     | 8,1                 |
| Royaume-Uni           | 59,6                   | 243 800    | 417 210     | 15 429      | 15 429            | 490                | 1,71     | 7                   |
| Slovénie              | 2                      | 20 273     | 38 540      | 583         | 5 898             | 20,6               | 1,90     | 19,3                |
| Suède                 | 9                      | 410 929    | 138 000     | 3 064       | 15 920            | 75                 | 0,34     | 15,3                |
| Suisse                | 7,1                    | 41 285     | 72 000      | 1 850       | 20 000            | 52                 | 1,74     | 10,1                |
| Asie                  |                        |            |             |             |                   |                    |          |                     |
| Japon                 | 124                    | 377 737    | 1 175 397   | 54 004      | 54 004            |                    | 3,11     | 9,5                 |
| Afrique               |                        |            |             |             |                   |                    |          |                     |
| Namibie               | 2,1                    | 825 418    | 44 500      |             |                   |                    | 0,05     | 21,2                |

## Densités de réseaux et de population
Le graphique ci-après représente les densités de réseaux par pays comparées aux densités de population.

diagramme pays densités habitants & densité route

## Interprétation des indicateurs

### Densité par km2
Les pays de l’Europe occidentale et le Japon ont une superficie relativement petite et une population importante. Ils présentent des valeurs de densités élevées. Les pays de l’Europe du Nord, les États-Unis, et le Canada présentent des valeurs assez basses dues à leurs grands espaces faiblement peuplés.
Toutefois cette analyse brute est à nuancer en fonction du niveau de service attendu par la population de chaque pays sur son réseau routier. Les habitants des pays nordiques n’ont en effet pas les mêmes exigences de conditions de circulation que les pays d’Europe tempérée.
La Belgique est largement en tête en kilomètres de routes par kilomètre carré.  Elle dispose ainsi de plus de cinquante pour cent de plus de routes que les Pays-Bas ou le Japon.  Il faut encore préciser que pour la Wallonie la densité du réseau rapportée à la population est pratiquement deux fois plus importante que sur toute la Belgique.  Il faut également préciser que les chiffres ne prennent pas en compte la largeur des routes.  En effet, beaucoup de routes régionales sont passées de deux à quatre bandes à partir des années 80.